# Kościół św. Benedykta w Krakowie
Kościół św. Benedykta – zabytkowy kościół rzymskokatolicki znajdujący się w Krakowie, w dzielnicy XIII Podgórze, na Wzgórzu Lasoty, w Podgórzu.
Jest to najmniejszy kościół w Krakowie, powstały na miejscu poprzedniej świątyni w kształcie rotundy pochodzącej z ok. 1000 r. Wzniesiony jest na Wzgórzu Lasoty, na skraju wyniosłego (235 n.p.m.) skalistego garbu Krzemionek Podgórskich. 
Dawniej był otwierany jedynie dwa razy w roku: na odpust w uroczystość św. Benedykta (11 lipca) oraz w pierwszy wtorek po Wielkanocy w czasie uroczystości Rękawki. Obecnie można go zwiedzać we wszystkie soboty wakacji.

## Historia
Według badań radiowęglowych budowę pierwotnej świątyni na tym miejscu można datować na początek XI wieku, co wiąże go prawdopodobnie z fundacją Bolesława Chrobrego lub Mieszka II. Nie można go przypisać benedyktynom z Tyńca, gdyż Ci przybyli do Krakowa dopiero w 1044 roku, sprowadzeni przez Kazimierza Odnowiciela. Imię św. Benedykta może wiązać się z pierwszymi biskupami krakowskimi, którzy prawdopodobnie byli benedyktynami. Ponadto, imię św. Benedykta ma charakter egzorcyzmujący, co nawiązuje do walki z pogańskimi obrzędami (w pobliżu znajduje się kopiec Kraka). 
W źródłach istnienie jego notuje po raz pierwszy Kodeks Dyplomatyczny Katedry Wawelskiej z 1254 roku, wymieniając w nim górę pod Krakowem z kościołem św. Benedykta. Jan Długosz w swym dziele Liber beneficiorum wspomina o kamiennym kościele św. Benedykta. 
Odnowiony dopiero w 1589 roku przez ks. Mikołaja Drozdowskiego, plebana bolechowskiego. Prawo patronatu należało do Krzysztofa z Komorowa, kasztelana sandomierskiego, i Zbigniewa z Brześcia Lanckorońskiego, którzy w 1598 roku zrzekli się go na rzecz zakonników de Saxia od św. Ducha. Zrzeczenie aprobował biskup krakowski, kardynał Bernard Maciejowski, ustanawiając w 1605 roku prebendariuszem świątyni klasztor św. Ducha w Krakowie z obowiązkiem odprawiania w nim mszy świętej w piątek każdego tygodnia. Na dotację kościoła przeznaczono dochód z gruntów miejskich i tzw. roli Michałowskiej. Stan taki trwał do pierwszego rozbioru, tj. do roku 1772. 
Po oddzieleniu Podgórza kordonem granicznym zakonnicy klasztoru św. Ducha przestali interesować się losami kościoła nie przynoszącego dochodu, a wymagającego wkładów na konserwację. Prawdopodobnie władze austriackie sprzedały dotację kościółka przy okazji kasowania w Galicji zakonów, przekazując uzyskaną kwotę do funduszu religijnego. Jednak jeszcze przez 15 lat odprawiane były w nim msze święte, dzięki inicjatywie kupca i obywatela podgórskiego Jędrzeja Hallera, który na własny koszt sprowadzał w tym celu księdza z Krakowa. Po śmierci Hallera w 1787 roku, kościółek zaczął chylić się ku upadkowi. Z początkiem lat sześćdziesiątych XIX w. zawisła nad nim groźba całkowitej zagłady, gdyż wojskowe władze Twierdzy Kraków sprzeciwiły się kategorycznie postulowanemu przez ks. Komperdę remontowi świątyni. Sprzeciw wojskowych wynikał z faktu, iż tuż obok wznosił się jeden z ważnych bastionów fortecznych – Fort 31 "Benedykt", któremu kościółek ograniczał pole ostrzału i w związku z tym – zdaniem austriackich dowódców – powinien jak najszybciej zniknąć ze wzgórza. Proboszcz Komperda postanowił przeciwstawić się decyzji komendantury wojskowej i złożył odwołanie do władz centralnych w Wiedniu. Po pewnym czasie udało mu się uzyskać przychylną decyzję, która umożliwiła ocalenie niszczejącego zabytku. 
Następnie dzięki staraniom ówczesnego proboszcza parafii podgórskiej, księdza Komperdy, kościół został poddany gruntownemu odnowieniu.
Od 2014 podczas badań archeologicznych odkryto co najmniej 37 pochówków na zewnątrz kościoła i 29 wewnątrz. Podczas prac remontowych utworzono rezerwat archeologiczny wewnątrz kościoła. Wyremontowano elewację i dach oraz utworzono betonową opaskę kamienną okalającą kościół.
Do dziś opiekę nad nim pełnią proboszczowie podgórskiej parafii.

## Architektura i wystrój
Kościół jest orientowany z jednym wejściem od południa. W XV lub XVI wieku górna część budowli została zasklepiona gotycko, a pierwotne stare mury podparto dookoła pochyłymi szkarpami z cegły. 
Dach z gontów, gotycki w kształcie, zakończony jest na środku sygnaturką z podwójnym krzyżem na szczycie, godłem duchaków, i takimi krzyżami na dwóch przeciwległych ostro sklepionych krańcach dachu. 
Wnętrze składa się z niewielkiej kwadratowej nawy i węższego od niej prezbiterium, uplasowanych na poziomym rzucie, charakterystycznym dla najstarszych, kamiennych kościołów romańskich. Całość wnętrza zamyka gotyckie krzyżowe sklepienie, wzmocnione wydatnymi żebrami z kamienia. 
W czasie remontu zewnętrznych szkarp ceglanych, dokonanego w 1902 roku, okazało się, że ściany kościółka zbudowane są do 3/4 wysokości z kamienia, resztę nadbudowano cegłą jeszcze w średniowieczu.

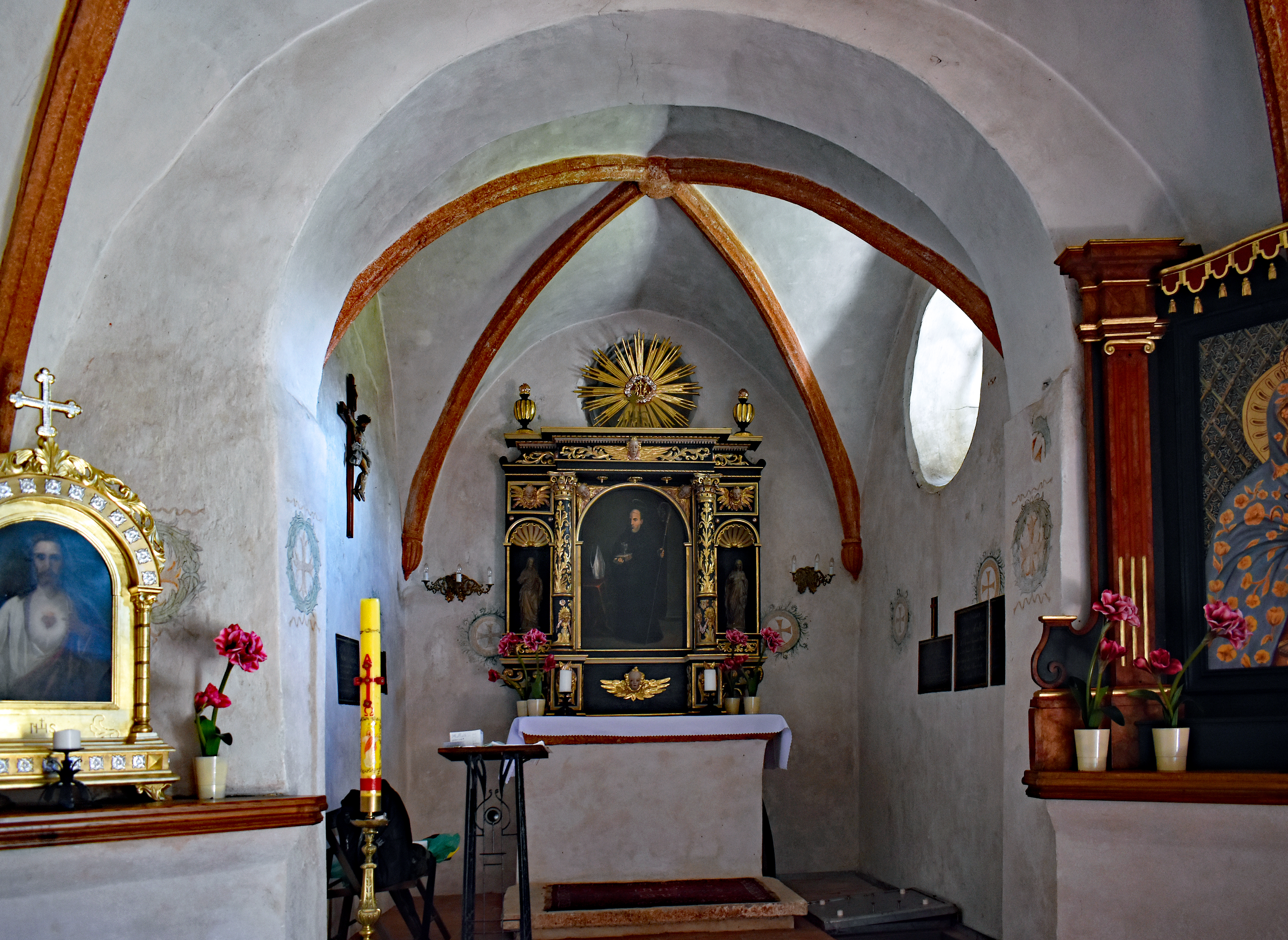
Wnętrze kościoła.
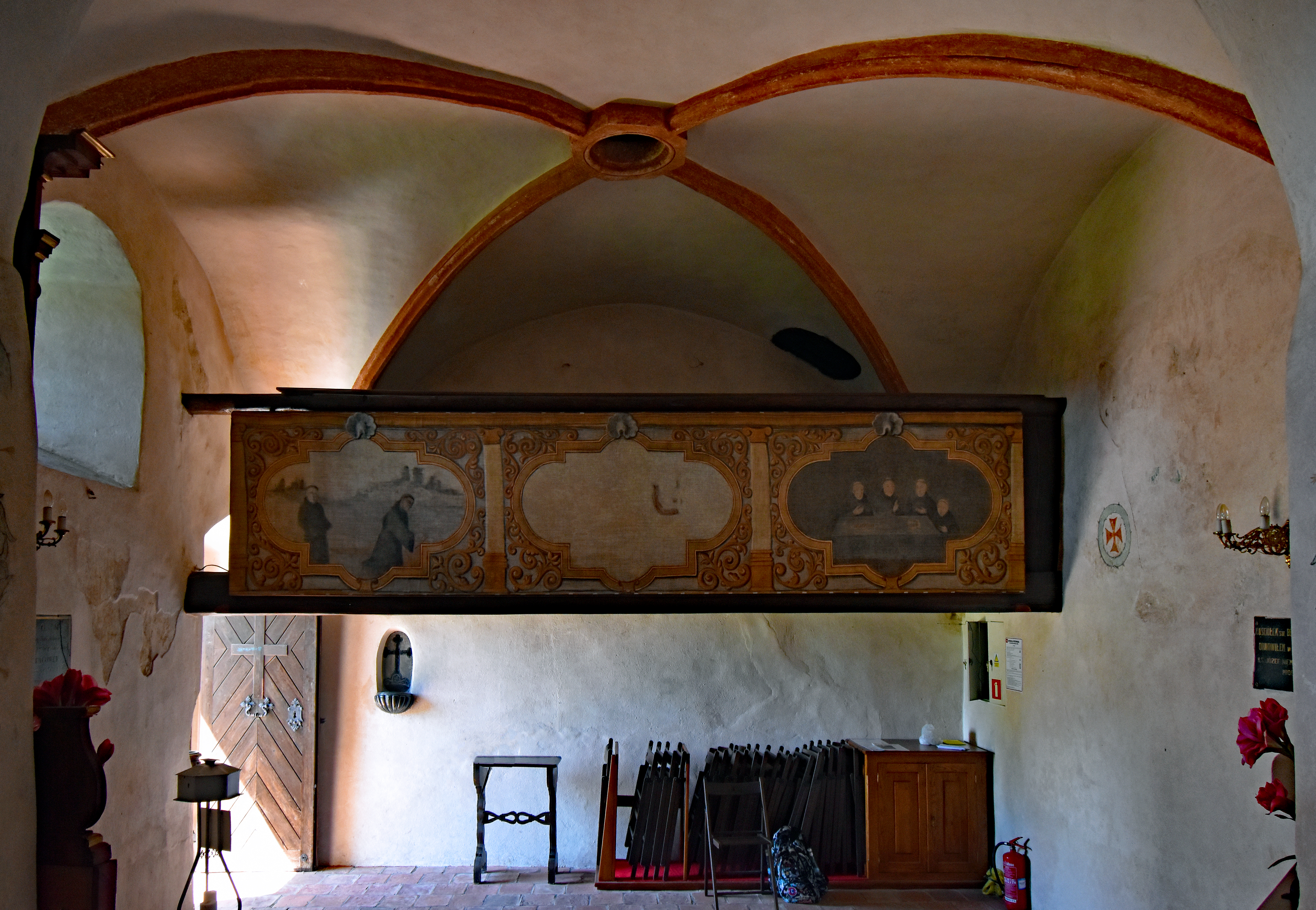
Wnętrze kościoła chór.
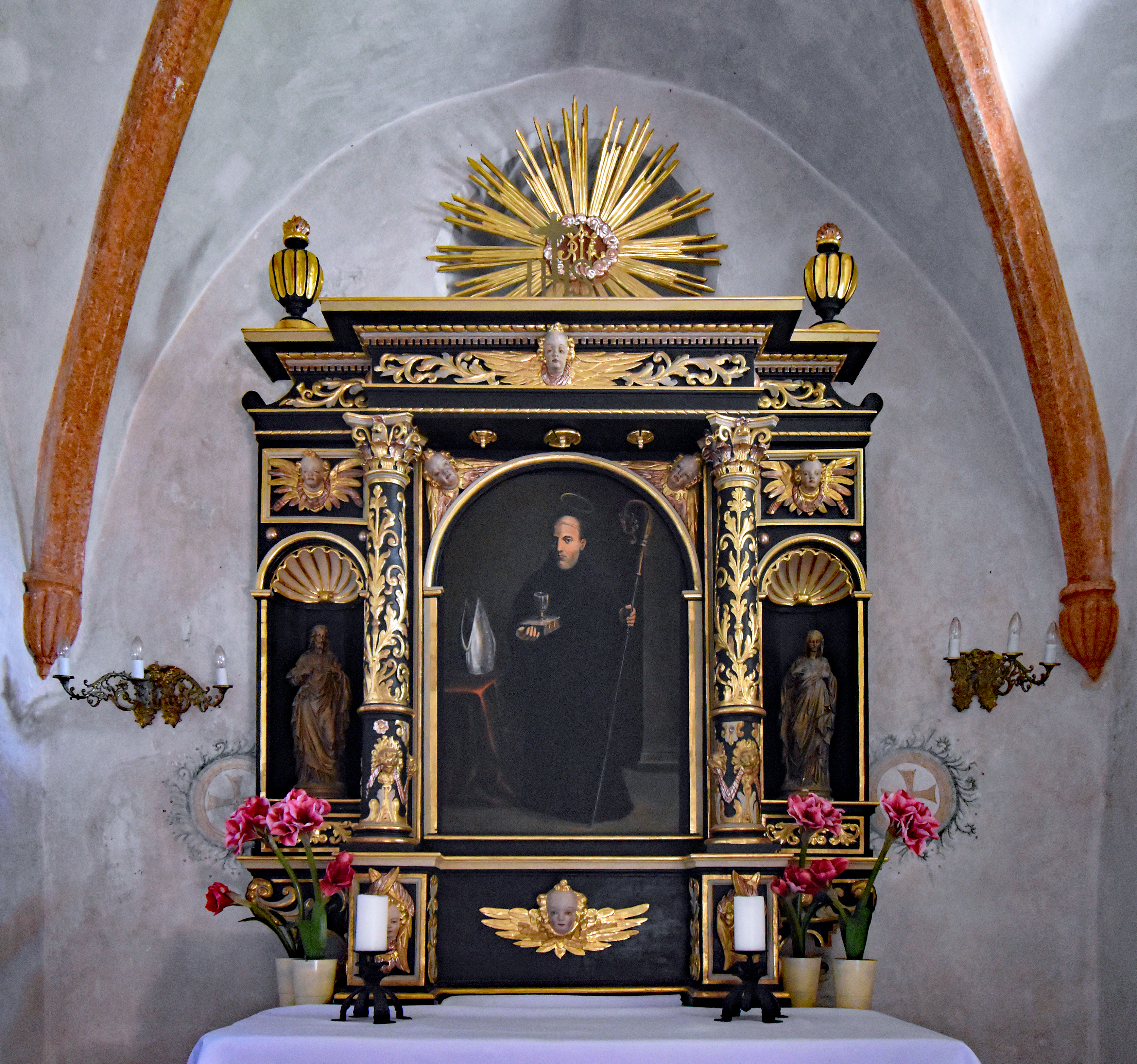
Ołtarz-nastawa.
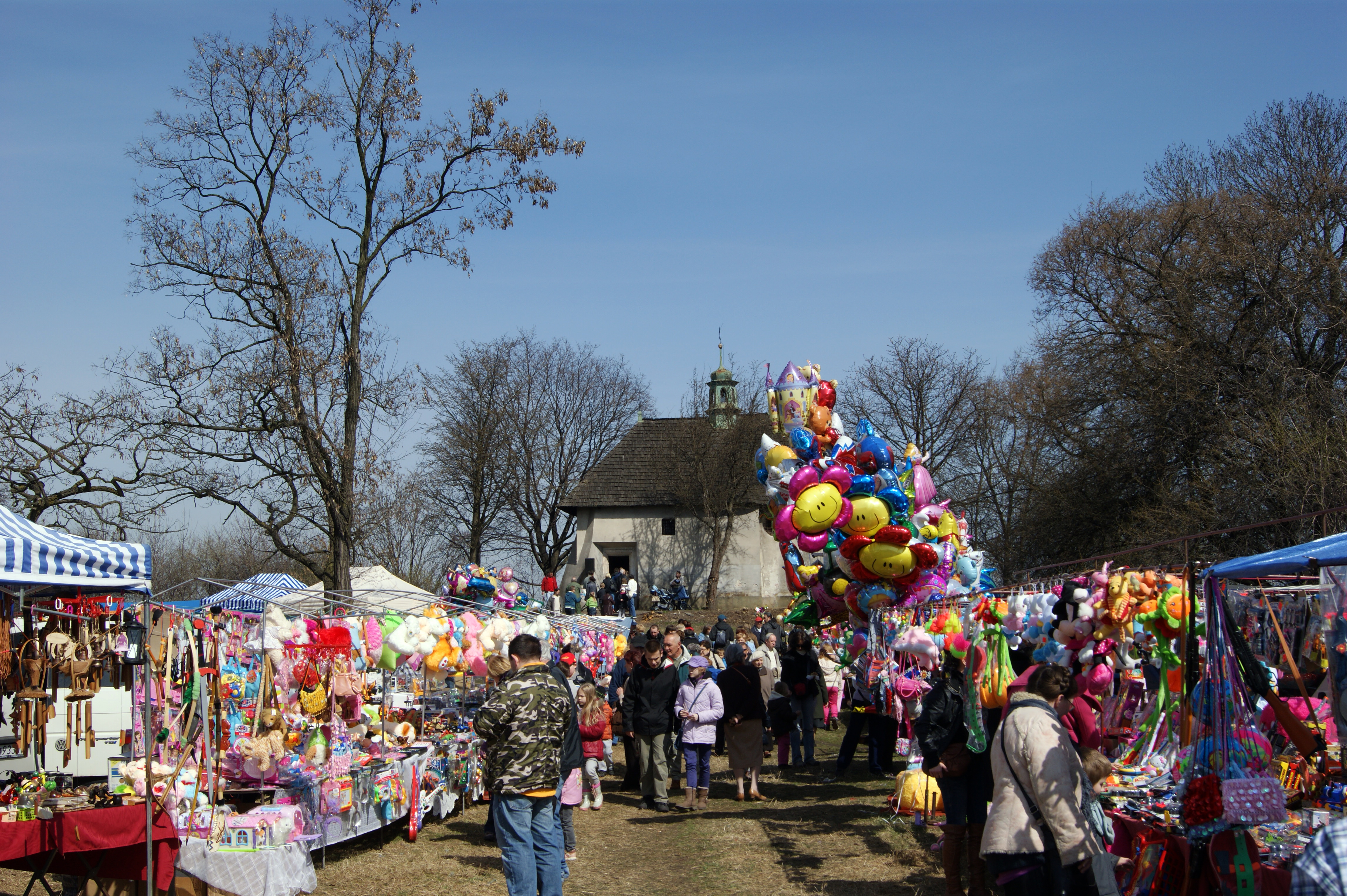
Kościół w dniu Rękawki – 2012.